# مظفر اعلم
مظفر اعلم (۱۲۶۱ ترابوزان –  ۱۳۵۲ تهران) ملقب به سالارمظفر و سردار انتصار وزیر امورخارجه ایران، دیپلمات، دولتمرد و نظامی دوران قاجار و پهلوی بود.

## آغاز کار
پدرش میرزا علی‌اکبر خان معتمدالوزارهٔ قزوینی از اعضای برجستهٔ وزارت امور خارجه بود و مدتی در بادکوبه، استانبول، دمشق و بغداد مقام کنسولی داشت. مظفر تحصیلات مقدماتی را در بادکوبه و تهران به اتمام رسانید و برای ادامهٔ تحصیل به کشور عثمانی رفت و تحصیلاتش را در مدرسهٔ حربیهٔ آن کشور به پایان رسانید. سپس برای ادامهٔ تحصیل به فرانسه اعزام شد و مدرسهٔ نظامی سن-سیر پاریس را طی کرد.
پس از ورود به ایران به استخدام در وزارت امور خارجه درآمد و مدتی کنسول ایران در دمشق بود. در ۱۲۸۹ خورشیدی از وزارت امور خارجه استعفا داد و در دوران وزارت جنگ احمد قوام‌السلطنه در همان سال با درجهٔ سرهنگی به فرماندهی قوای خراسان گماشته شد.

## خدمات لشکری
سرهنگ مظفر خان توانست امنیتی نسبی در خراسان برقرار کند و لقب سالار مظفر و درجهٔ سرتیپی گرفت. سال بعد به حکومت کردستان گماشته شد ولی رفتار و اعمالش مورد پسند مردم واقع نشد و اهالی بر او شوریدند. در این شورش جمعی از همراهان او مقتول شدند و خود از بیراهه به تهران گریخت و جان به سلامت برد.
پس از کشته شدن یپرم‌خان رئیس نظمیه در جنگ با سالارالدوله که در حوالی کرمانشاه رخ داد، سالار مظفر به ریاست نظمیه گمارده شد. در این سمت تلاش بسیار کرد و تهران را که دستخوش ناامنی بود امنیت بخشید؛ مخصوصاً در مبارزه با فساد و فحشا توفیق زیادی پیدا کرد و از سلطان احمدشاه قاجار به پاس خدماتش درجهٔ سرداری و لقب سردار انتصار گرفت و به ریاست بریگاد مرکزی گماشته شد که تیپ پاسداران پایتخت و مستقل از قوای قزاق بود و در سال ۱۲۹۵ تشکیل شد.
در سال ۱۲۹۷ سردار انتصار را با سمت ریاست قشون برای سرکوبی اسماعیل آقا سیمیتقو یاغی کُرد به آذربایجان فرستادند که در قسمتی از این ایالت تاخت و تاز می‌کرد و بعضی از روستاها را غارت کرده بود. پس از ورود، نیابت حکومت هم به او سپرده شد. سردار انتصار پس از ورود به آذربایجان در شرفخانه اردو زد و به جمع‌آوری قوا پرداخت و با حمایت حزب دموکرات که رهبر آن شیخ محمد خیابانی بود، قوای سمیتقو را شکست داد و با وی قرارداد عدم تعرض به ایران انعقاد کرد. پس از مأموریت آذربایجان به حکومت و فرماندهی قشون اصفهان منصوب شد.
در سال ۱۳۰۲ نظمیهٔ تهران توطئه‌ای برای قتل رضا خان سردارسپه وزیر جنگ کشف کرد که در حال تکوین بود. عده‌ای از جمله قوام‌السلطنه نخست‌وزیر سابق و مظفر خان سردار انتصار بازداشت شدند. قوام به اروپا تبعید شد ولی سردار در زندان باقی ماند و پس از مدتی آزاد شد.

## خدمات کشوری
سردار انتصار سال بعد برای بار دوم به حکمرانی کردستان منصوب شد. حکومت مرکزی قدرتی به هم زده بود و چند سالی بلامعارض در آنجا حکومت کرد. سپس به حکومت بنادر جنوب و خلیج‌ فارس، حکومت بروجرد و لرستان، والی فارس و والی آذربایجان غربی منصوب شد و سرانجام در  ۲۲ اسفند ۱۳۱۳ محمدعلی فروغی نخست وزیر او را به سمت معاون وزارت اقتصاد ملی و ریاست ادارهٔ کل تجارت منصوب کرد.
اعلم در سمت مدیرکل تجارت به ریاست هیئتی برای توسعهٔ مبادلات بازرگانی به شوروی سفر کرد و زمینهٔ قرارداد پایاپای بین ایران و شوروی را فراهم ساخت. او تا امرداد ۱۳۱۵ در سمت ریاست ادارهٔ کل تجارت باقی ماند تا با عنوان وزیرمختار به بغداد رفت. در ۱۳۱۷ به تهران احضار و در ۲۲ امرداد در کابینهٔ محمود جم به وزارت امور خارجه منصوب و معرفی شد و این سمت را در کابینه‌های دکتر احمد متین‌دفتری و علی منصور حفظ کرد.
در  آغاز جنگ جهانی دوم در شرایطی که ژاپن متحد آلمان نازی بود، مظفر اعلم در ۲۵ مهر ۱۳۱۸ با شواشی ناکایامازییوسی وزیر مختار ژاپن در تهران «پیمان دوستی» امضا کرد که در ماده اولش چنین آمده بود: «صلح خلل‌ناپذیر و دوستی حقیقی دائمی بین کشور شاهنشاهی ایران و امپراتوری ژاپن و همچنین بین اتباع‌شان برقرار خواهد بود».
سال بعد اعلم ز خدمت وزارت امور خارجه معاف و استاندار آذربایجان شد. پس از شهریور ۱۳۲۰ به چند مأموریت موقت برای داوری در تعیین حدود مرزی در کشورهای اروپایی و آسیایی اعزام شد. در سال ۱۳۲۹ رئیس کمیسیون حل اختلافات مرزی ایران و شوروی  و در سال ۱۳۳۰ امیرالحاج (سرپرست حجاج ایرانی) و وزیرمختار ایران در عربستان سعودی شد. در سال ۱۳۳۲ بار دیگر به عنوان وزیرمختار به بغداد فرستاده شد.

## تبعید
روز ۲۵ مرداد ۱۳۳۲ پس از کودتای نافرجام لشکر گارد، شاه از رامسر به بغداد رفت. دکتر حسین فاطمی وزیر امور خارجهٔ وقت تلگرافی به اعلم اطلاع داده بود که شاه منعزل است؛ هیچگونه استقبال و تماسی با وی نباید گرفته شود. اعلم با توجه به دستورالعمل وزارت امور خارجه برخلاف تأکید و اصرار نوری سعید نخست‌وزیر عراق در استقبال از شاه به فرودگاه نرفت. پس از کودتای ۲۸ مرداد ۱۳۳۲ محمدرضاشاه پهلوی از رم به بغداد بازگشت. در فرودگاه بغداد نوری سعید پاشا و وزیران کابینهٔ وی و کور (هیئت) دیپلماتیک حضور به هم رسانیدند. مظفر اعلم هم در فرودگاه حضور یافت و بین او و نوری سعید پاشا مشاجرهٔ تندی رد و بدل شد. اعلم همان روز ورود شاه به بغداد، عراق را ترک کرد و به سوریه رفت. مدتی در آنجا اقامت داشت سپس چندی در اروپا گذرانید و چندین عریضه برای شاه ارسال کرد؛ ولی مؤثر واقع نشد و اجازهٔ ورود به ایران به وی ندادند. اقدامات برادرش دکتر امیر خان امیراعلم نیز به جایی نرسید. سرانجام در سال ۱۳۵۰ اجازهٔ ورود به ایران به او داده شد. دو سالی در اختفا زندگی می‌کرد تا اینکه در نود سالگی درگذشت.